# Британська Гвіана
Британська Гвіана (англ. British Guiana, також пишеться Гаяна, англ. Guyana) — колишня британська колонія на північному узбережжі Південної Америки, з 1966 року відома як незалежна Гаяна.
Першим європейцем, який виявив узбережжя Гвіани, був сер Волтер Релі, англійський дослідник. Голландці стали першими європейцями, які оселилися в регіоні з початку XVII століття. Тут вони заснували колонії Ессекібо та Бербіс, а в середині XVIII століття приєднали до них територію Демерара. В 1796 році Велика Британія взяла під свій контроль ці три колонії в ході бойових дій з французами, які дещо пізніше відбили ці землі і повернули їх своїм союзникам голландцям. Британія офіційно повернула Гвіану Батавській республіці в 1802 році, але знову захопили колонії вже через рік під час наполеонівських воєн. Гвіана була остаточно передана Сполученому Королівству в 1814 році, три колонії були об'єднані в єдину колонію 1831 року. Столицею колонії став Джорджтаун (відомий як Стабрук до 1812 року).
Англійці розробляли в колонії плантації цукрової тростини і імпортували безліч африканців як рабів. Економіка стала більш диверсифікованою, починаючи з кінця XIX століття, але все одно спиралася на експлуатацію ресурсів. Гаяна здобула незалежність від Сполученого Королівства 26 травня 1966 року.
| Прапор Гаяни | Це незавершена стаття про Гаяну. Ви можете допомогти проєкту, виправивши або дописавши її. |